# 福岡市道豊浜小戸線
福岡市道豊浜小戸線（ふくおかしどうとよはまおどせん）は、福岡市西区の臨海部にあり、姪の浜二丁目のマリナタウン入口交差点から西に向かって、主に博多港（博多湾）の埋立地と従前の海岸線との間を通り抜け、同区小戸三丁目の小戸西交差点に至る全長が2,957.15メートルの市道（幹線一級市町村道）である。同じく臨海部にある福岡市道愛宕姪の浜線及び福岡市道唐人町豊浜線の各一部を合わせた全長が約4.1キロメートルの路線については、福岡市道路愛称としてマリナ通りと呼ばれている。

道路の写真
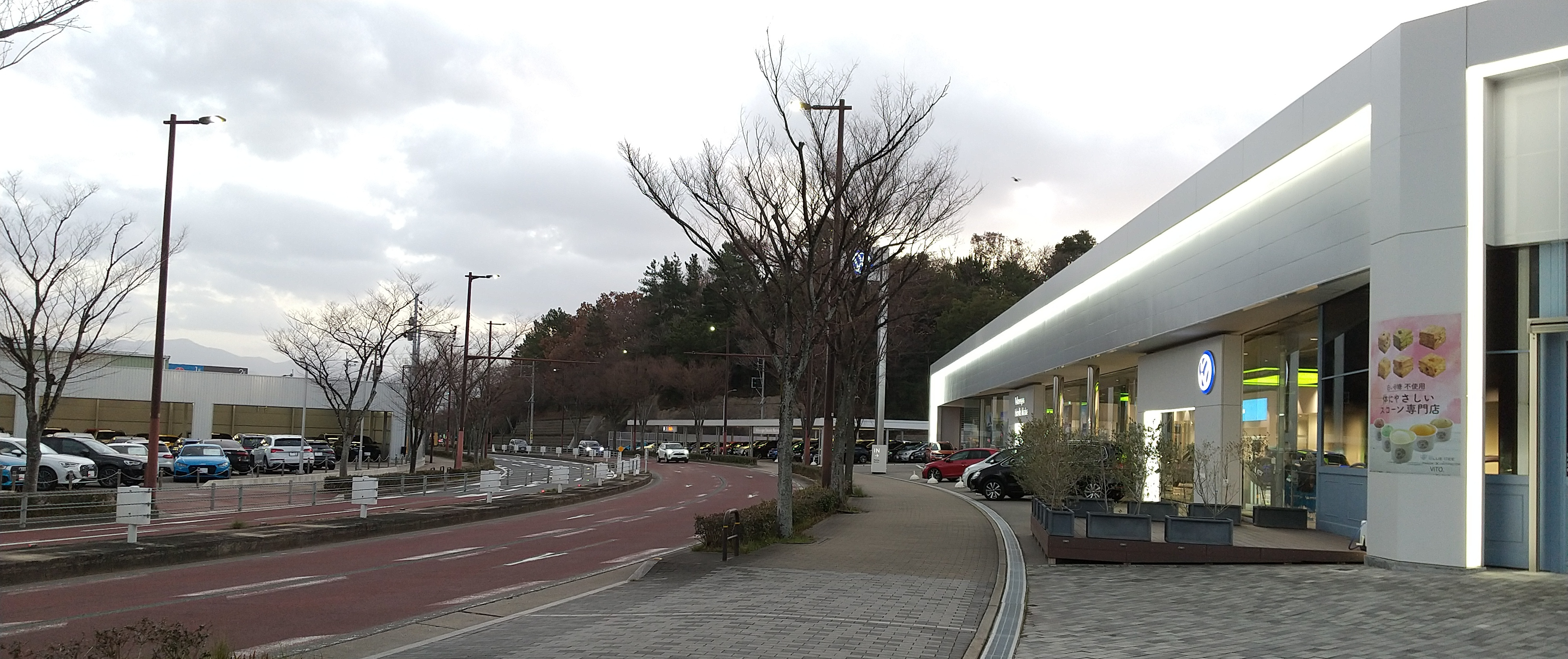
西部水処理センター附近
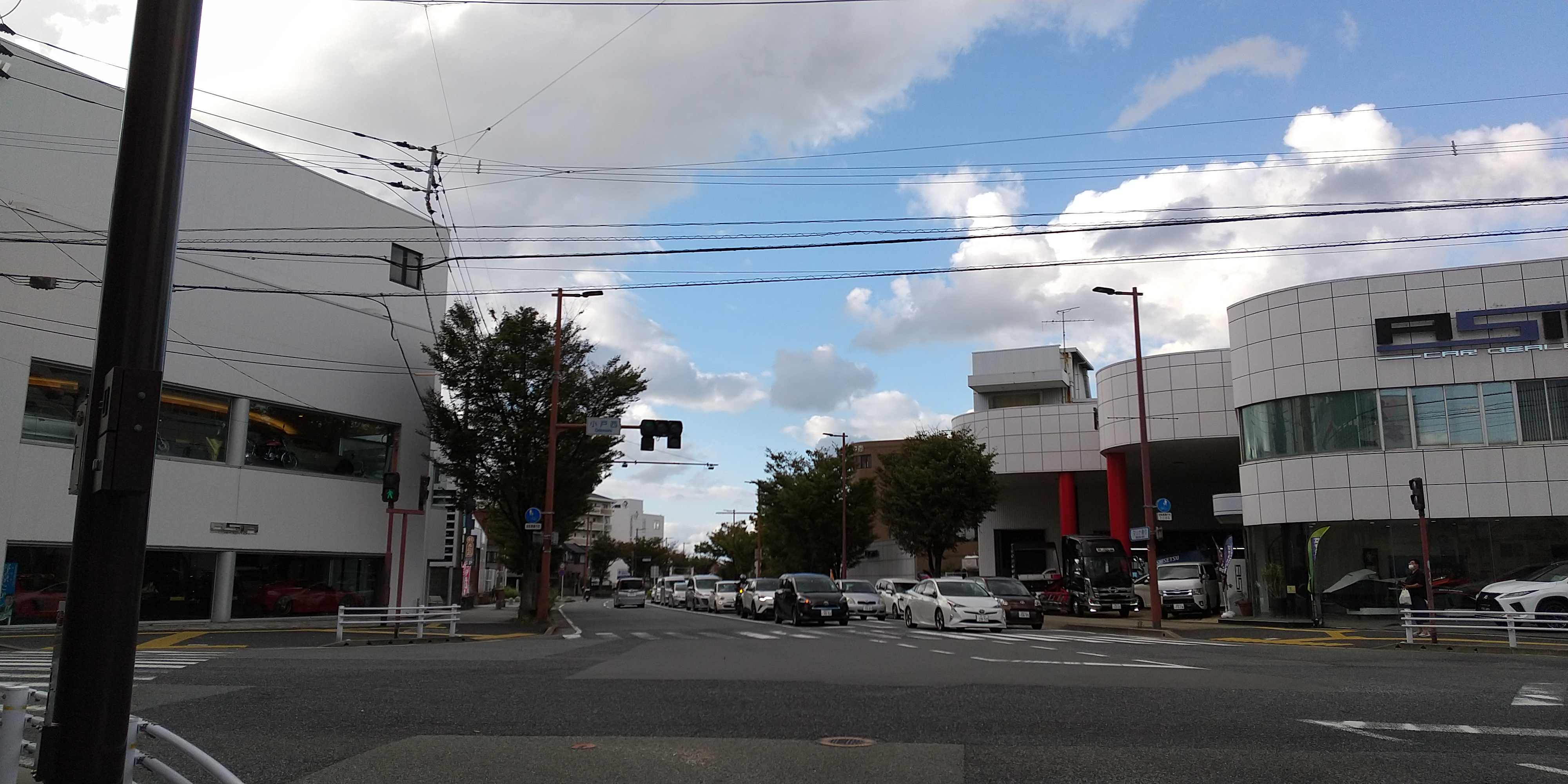
終点（小戸西交差点）

## 特徴
福岡市道豊浜小戸線の特徴は、博多港（博多湾）に面し、マリーナ、商業施設、住宅地などの複合的な用途からなる臨海部を東西に連結する幹線道路の一部であること、沿線の埋立地などに交通量を増大させるアウトレットモールなどの大規模な商業施設が複数あること、南側を並走し姪浜駅周辺の「地域拠点」を貫通する福岡市道千代今宿線（明治通り）の役割を補完し、交通ネットワークを形成していることである。福岡市西部水処理センターの南西部にある側道については、以下の空中写真で確認できる通り、西側の道路ネットワークを整備するにあたり、必要な曲率の線形を確保するために残ったものである。
博多湾の埋立と道路築造の経緯（国土地理院地図の空中写真を加工）
- 1975年1月14日撮影
- 1993年5月15日撮影
- 1998年11月12日撮影

渋滞に関しては、この沿線に複数の大規模な商業施設があり、発生交通量及び集中交通量が多いが、国土交通省の公表によると、主要渋滞箇所はこの路線の終点で明治通りと合流する小戸西交差点の1箇所のみである。
道路の名称については、この路線を含む次の一連の路線（東からの順）について名付けられた福岡市道路愛称のマリナ通りの方が通りがよく、出版されている地図などの表記にも使われている。
- 福岡市道唐人町豊浜線の一部（早良区百道浜四丁目の愛宕大橋東詰から西区愛宕四丁目の愛宕大橋交差点までの283.63メートル[1]の区間）
- 福岡市道愛宕姪の浜線の一部（西区愛宕四丁目の愛宕大橋交差点から同区姪の浜二丁目のマリナタウン入口交差点まで[1]の区間）
- 福岡市道豊浜小戸線の一部（西区姪の浜二丁目のマリナタウン入口交差点から同区小戸三丁目の小戸西交差点まで2,711.97メートル[注釈 2][1]の区間）

## 接続する主な通り
| 交差する道路                            | 市町村名 | 市町村名 | 交差する場所         | 交差する場所                 |
| --------------------------------------- | -------- | -------- | -------------------- | ---------------------------- |
| 福岡市道愛宕姪の浜線（マリナ通り）      | 福岡市   | 西区     | 姪の浜二丁目         | マリナタウン入口交差点、起点 |
| 福岡市道姪の浜駅東線                    | 福岡市   | 西区     | 愛宕浜四丁目         | 愛宕浜四丁目交差点           |
| 福岡市道姪の浜線                        | 福岡市   | 西区     | 小戸二丁目           | 小戸公園交差点               |
| 福岡市道千代今宿線（明治通り (福岡市)） | 福岡市   | 西区     | 小戸三丁目及び四丁目 | 小戸西交差点、終点           |
| 福岡県道560号都地姪浜線（下山門通り）   | 福岡市   | 西区     | 小戸三丁目及び四丁目 | 小戸西交差点、終点           |

## 接続、近接する主な施設
この路線に接続又は近接する主な施設を起点の東（マリナタウン入口交差点）から順にあげると以下の通り。発生交通量及び集中交通量の増大に影響する大規模な商業施設も多い。
- イオンマリナタウン店（大規模商業施設）
- マリノアシティ福岡（大規模商業施設）
- 西福岡マリーナ
- 福岡市西部水処理センター[注釈 3]
- 小戸公園
- 小戸ヨットハーバー
- コーナンめいのはま店（大規模商業施設）[注釈 4]
- 元寇防塁（脇地区）[注釈 5]
- 元寇防塁（向浜地区、むかいはまちく）[注釈 6]
- 元寇防塁（生の松原地区、いきのまつばらちく）[注釈 7]